# Ronde van Frankrijk 2007/Startlijst
Dit artikel beschrijft de startlijst van de Ronde van Frankrijk 2007. In totaal stonden er 189 renners aan de start, verdeeld over 21 ploegen.

## Overzicht

### Caisse d'Epargne
| #  | renner                     | geb. datum | opmerkingen               |
| -- | -------------------------- | ---------- | ------------------------- |
| 11 | Óscar Pereiro              | 03-08-1977 | 10e in het eindklassement |
| 12 | David Arroyo               | 07-01-1980 |                           |
| 13 | José Vicente García Acosta | 04-08-1972 |                           |
| 14 | José Iván Gutiérrez        | 27-11-1978 |                           |
| 15 | Vladimir Karpets           | 20-09-1980 |                           |
| 16 | Francisco Pérez Sánchez    | 22-07-1978 |                           |
| 17 | Nicolas Portal             | 23-03-1979 |                           |
| 18 | Alejandro Valverde         | 25-04-1980 | 6e in het eindklassement  |
| 19 | Xabier Zandio              | 17-03-1977 | afgestapt in 4e etappe    |

ploegleider: José Miguel Echavarri

### T-Mobile Team
| #  | renner           | geb. datum | opmerkingen                                                   |
| -- | ---------------- | ---------- | ------------------------------------------------------------- |
| 21 | Michael Rogers   | 20-12-1979 | afgestapt in 8e etappe                                        |
| 22 | Marcus Burghardt | 30-06-1983 |                                                               |
| 23 | Mark Cavendish   | 21-05-1985 | afgestapt in 8e etappe                                        |
| 24 | Bernhard Eisel   | 17-02-1981 |                                                               |
| 25 | Linus Gerdemann  | 16-11-1982 | 7e etappe                                                     |
| 26 | Bert Grabsch     | 19-06-1975 |                                                               |
| 27 | Kim Kirchen      | 03-07-1978 | 7e in het eindklassement                                      |
| 28 | Axel Merckx      | 08-08-1972 |                                                               |
| 29 | Patrik Sinkewitz | 20-10-1980 | liep kaakbeenbreuk op na 8e etappe, niet gestart in 9e etappe |

ploegleider: Bob Stapleton

### Team CSC
| #  | renner                | geb. datum | opmerkingen                          |
| -- | --------------------- | ---------- | ------------------------------------ |
| 31 | Carlos Sastre         | 22-04-1975 | 4e in het eindklassement             |
| 32 | Kurt-Asle Arvesen     | 09-02-1975 |                                      |
| 33 | Fabian Cancellara     | 18-03-1981 | proloog, 3e etappe                   |
| 34 | Íñigo Cuesta          | 02-06-1969 |                                      |
| 35 | Stuart O'Grady        | 06-08-1973 | afgestapt in 8e etappe, na zware val |
| 36 | Fränk Schleck         | 05-04-1980 |                                      |
| 37 | Christian Vande Velde | 22-05-1976 |                                      |
| 38 | Jens Voigt            | 17-09-1971 |                                      |
| 39 | David Zabriskie       | 12-01-1979 | buiten tijd in 11e etappe            |

ploegleider: Kim Andersen

### Predictor - Lotto
| #  | renner            | geb. datum | opmerkingen                            |
| -- | ----------------- | ---------- | -------------------------------------- |
| 41 | Cadel Evans       | 14-02-1977 | 2e in het eindklassement               |
| 42 | Mario Aerts       | 31-12-1974 |                                        |
| 43 | Dario Cioni       | 02-12-1974 |                                        |
| 44 | Chris Horner      | 23-10-1971 |                                        |
| 45 | Leif Hoste        | 17-07-1977 |                                        |
| 46 | Robbie McEwen     | 24-06-1972 | 1e etappe, buiten de tijd in 8e etappe |
| 47 | Fred Rodriguez    | 03-09-1973 | Afgestapt in 15e etappe                |
| 48 | Johan Vansummeren | 04-02-1981 |                                        |
| 49 | Wim Vansevenant   | 23-12-1971 |                                        |

ploegleider: Marc Sergeant

### Rabobank
| #  | renner              | geb. datum | opmerkingen                                       |
| -- | ------------------- | ---------- | ------------------------------------------------- |
| 51 | Denis Mensjov       | 25-01-1978 | afgestapt in 17e etappe                           |
| 52 | Michael Boogerd     | 18-05-1972 |                                                   |
| 53 | Bram de Groot       | 18-12-1974 |                                                   |
| 54 | Thomas Dekker       | 06-09-1984 |                                                   |
| 55 | Juan Antonio Flecha | 17-09-1977 |                                                   |
| 56 | Óscar Freire        | 15-02-1976 | niet gestart in 7e etappe                         |
| 57 | Grischa Niermann    | 03-11-1975 |                                                   |
| 58 | Michael Rasmussen   | 01-06-1974 | 8e etappe, 16e etappe, niet gestart in 17e etappe |
| 59 | Pieter Weening      | 05-04-1981 |                                                   |

ploegleider: Erik Breukink

### Ag2r Prévoyance
| #  | renner            | geb. datum | opmerkingen                |
| -- | ----------------- | ---------- | -------------------------- |
| 61 | Christophe Moreau | 12-04-1971 |                            |
| 62 | José Luis Arrieta | 15-06-1971 |                            |
| 63 | Sylvain Calzati   | 01-07-1979 | afgestapt in 11e etappe    |
| 64 | Cyril Dessel      | 29-11-1974 | niet gestart in 15e etappe |
| 65 | Martin Elmiger    | 23-09-1978 |                            |
| 66 | John Gadret       | 22-04-1979 |                            |
| 67 | Simon Gerrans     | 06-05-1980 |                            |
| 68 | Stéphane Goubert  | 13-03-1970 |                            |
| 69 | Ludovic Turpin    | 22-03-1975 |                            |

ploegleider: Vincent Lavenu

### Euskaltel - Euskadi
| #  | renner          | geb. datum | opmerkingen                |
| -- | --------------- | ---------- | -------------------------- |
| 71 | Haimar Zubeldia | 01-04-1977 | 5e in het eindklassement   |
| 72 | Igor Antón      | 02-03-1983 | afgestapt in de 11e etappe |
| 73 | Mikel Astarloza | 17-11-1979 | 9e in het eindklassement   |
| 74 | Jorge Azanza    | 16-06-1982 |                            |
| 75 | Iñaki Isasi     | 20-04-1977 |                            |
| 76 | Iñigo Landaluze | 09-05-1977 |                            |
| 77 | Rubén Pérez     | 30-10-1981 |                            |
| 78 | Amets Txurruka  | 10-11-1982 |                            |
| 79 | Gorka Verdugo   | 04-11-1978 |                            |

ploegleider: Julián Gorospe

### Lampre - Fondital
| #  | renner            | geb. datum | opmerkingen                 |
| -- | ----------------- | ---------- | --------------------------- |
| 81 | Alessandro Ballan | 6-11-1979  |                             |
| 82 | Daniele Bennati   | 24-9-1980  | 17e etappe, 20e etappe      |
| 83 | Paolo Bossoni     | 12-7-1976  |                             |
| 84 | Marzio Bruseghin  | 15-6-1974  |                             |
| 85 | Claudio Corioni   | 26-12-1982 |                             |
| 86 | Danilo Napolitano | 31-1-1981  | buiten de tijd in 8e etappe |
| 87 | Daniele Righi     | 28-3-1976  |                             |
| 88 | Tadej Valjavec    | 13-4-1977  |                             |
| 89 | Francisco Vila    | 11-10-1975 |                             |

ploegleider: Giuseppe Saronni

### Team Gerolsteiner
| #  | renner            | geb. datum | opmerkingen |
| -- | ----------------- | ---------- | ----------- |
| 91 | Stefan Schumacher | 21-07-1981 |             |
| 92 | Robert Förster    | 27-01-1978 |             |
| 93 | Markus Fothen     | 09-09-1981 |             |
| 94 | Heinrich Haussler | 25-01-1984 |             |
| 95 | Bernhard Kohl     | 04-01-1982 |             |
| 96 | Sven Krauss       | 06-01-1983 |             |
| 97 | Ronny Scholz      | 24-04-1978 |             |
| 98 | Fabian Wegmann    | 20-06-1980 |             |
| 99 | Peter Wrolich     | 30-05-1974 |             |

ploegleider: Reimund Dietzen

### Crédit Agricole
| #   | renner              | geb. datum | opmerkingen                    |
| --- | ------------------- | ---------- | ------------------------------ |
| 101 | Thor Hushovd        | 18-01-1978 | 4e etappe                      |
| 102 | William Bonnet      | 25-06-1982 |                                |
| 103 | Aleksandr Botsjarov | 26-02-1975 |                                |
| 104 | Anthony Charteau    | 04-06-1979 |                                |
| 105 | Julian Dean         | 28-01-1975 |                                |
| 106 | Dmitri Fofonov      | 15-08-1976 |                                |
| 107 | Patrice Halgand     | 02-03-1974 |                                |
| 108 | Sébastien Hinault   | 11-02-1974 |                                |
| 109 | Christophe Le Mével | 11-09-1980 | Afgestapt in 15e etappe na val |

ploegleider: Roger Legeay

### Discovery Channel Pro Cycling Team
| #   | renner             | geb. datum | opmerkingen                          |
| --- | ------------------ | ---------- | ------------------------------------ |
| 111 | Levi Leipheimer    | 24-10-1973 | 19e etappe, 3e in het eindklassement |
| 112 | Alberto Contador   | 06-12-1982 | 14e etappe, eindklassement           |
| 113 | Vladimir Goesev    | 04-07-1983 |                                      |
| 114 | George Hincapie    | 29-06-1973 |                                      |
| 115 | Egoi Martínez      | 15-05-1978 |                                      |
| 116 | Benjamín Noval     | 23-01-1979 |                                      |
| 117 | Sérgio Paulinho    | 26-03-1980 |                                      |
| 118 | Jaroslav Popovytsj | 04-01-1980 | 8e in het eindklassement             |
| 119 | Tomas Vaitkus      | 04-02-1982 | niet gestart in de 3e etappe         |

ploegleider: Johan Bruyneel

### Bouygues Télécom
| #   | renner           | geb. datum | opmerkingen               |
| --- | ---------------- | ---------- | ------------------------- |
| 121 | Pierrick Fédrigo | 30-11-1978 |                           |
| 122 | Stef Clement     | 24-09-1982 | Buiten tijd in 12e etappe |
| 123 | Xavier Florencio | 26-12-1979 |                           |
| 124 | Anthony Geslin   | 09-06-1980 |                           |
| 125 | Laurent Lefèvre  | 02-07-1976 |                           |
| 126 | Jérôme Pineau    | 02-01-1980 |                           |
| 127 | Matthieu Sprick  | 29-09-1981 | afgestapt in 16e etappe   |
| 128 | Johann Tschopp   | 01-07-1982 |                           |
| 129 | Thomas Voeckler  | 22-06-1979 |                           |

ploegleider: Jean-René Bernaudeau

### Agritubel
| #   | renner              | geb. datum | opmerkingen                 |
| --- | ------------------- | ---------- | --------------------------- |
| 131 | Juan Miguel Mercado | 08-07-1978 |                             |
| 132 | Freddy Bichot       | 09-09-1979 |                             |
| 133 | Moisés Dueñas       | 10-05-1981 |                             |
| 134 | Romain Feillu       | 16-04-1984 | afgestapt in 8e etappe      |
| 135 | Eduardo Gonzalo     | 25-08-1983 | afgestapt in 1e etappe      |
| 136 | Cédric Hervé        | 14-11-1979 | buiten de tijd in 8e etappe |
| 137 | Nicolas Jalabert    | 13-04-1973 |                             |
| 138 | Benoît Salmon       | 09-05-1974 |                             |
| 139 | Nicolas Vogondy     | 08-08-1977 |                             |

ploegleider: David Fornes

### Cofidis, Le Crédit par Téléphone
| #   | renner            | geb. datum | opmerkingen                                             |
| --- | ----------------- | ---------- | ------------------------------------------------------- |
| 141 | Sylvain Chavanel  | 30-06-1979 | Afgestapt door positieve dopingtest van Cristian Moreni |
| 142 | Stéphane Augé     | 06-12-1974 | Afgestapt door positieve dopingtest van Cristian Moreni |
| 143 | Geoffroy Lequatre | 30-06-1981 | niet gestart in 6e etappe                               |
| 144 | Cristian Moreni   | 21-11-1972 | betrapt op testosteron                                  |
| 145 | Nick Nuyens       | 05-05-1980 | Afgestapt door positieve dopingtest van Cristian Moreni |
| 146 | Iván Parra        | 15-10-1975 | afgestapt in 8e etappe                                  |
| 147 | Staf Scheirlinckx | 12-03-1979 | Afgestapt door positieve dopingtest van Cristian Moreni |
| 148 | Rik Verbrugghe    | 23-07-1974 | Afgestapt door positieve dopingtest van Cristian Moreni |
| 149 | Bradley Wiggins   | 28-04-1980 | Afgestapt door positieve dopingtest van Cristian Moreni |

ploegleider: Eric Boyer

### Liquigas
| #   | renner                 | geb. datum | opmerkingen                           |
| --- | ---------------------- | ---------- | ------------------------------------- |
| 151 | Filippo Pozzato        | 10-09-1981 | 5e etappe, niet gestart in 15e etappe |
| 152 | Michael Albasini       | 20-12-1980 |                                       |
| 153 | Manuel Beltrán         | 28-05-1971 |                                       |
| 154 | Kjell Carlström        | 18-10-1976 |                                       |
| 155 | Murilo Fischer         | 16-06-1979 |                                       |
| 156 | Aljaksandr Koetsjynski | 26-10-1979 |                                       |
| 157 | Manuel Quinziato       | 30-10-1979 |                                       |
| 158 | Charles Wegelius       | 26-04-1978 |                                       |
| 159 | Frederik Willems       | 08-09-1979 |                                       |

ploegleider: Roberto Amadio

### La Française des Jeux
| #   | renner             | geb. datum | opmerkingen                |
| --- | ------------------ | ---------- | -------------------------- |
| 161 | Sandy Casar        | 02-02-1979 |                            |
| 162 | Sébastien Chavanel | 21-03-1981 |                            |
| 163 | Mickaël Delage     | 06-08-1985 |                            |
| 164 | Rémy Di Grégorio   | 31-07-1985 | niet gestart in 5e etappe  |
| 165 | Philippe Gilbert   | 05-07-1982 | niet gestart in 15e etappe |
| 166 | Lilian Jégou       | 20-01-1976 |                            |
| 167 | Matthieu Ladagnous | 12-12-1984 |                            |
| 168 | Thomas Lövkvist    | 04-04-1984 |                            |
| 169 | Benoît Vaugrenard  | 05-01-1982 |                            |

ploegleider: Marc Madiot

### Quickstep - Innergetic
| #   | renner             | geb. datum | opmerkingen           |
| --- | ------------------ | ---------- | --------------------- |
| 171 | Tom Boonen         | 15-10-1980 | 6e etappe, 12e etappe |
| 172 | Carlos Barredo     | 05-06-1981 |                       |
| 173 | Steven de Jongh    | 25-11-1973 |                       |
| 174 | Juan Manuel Gárate | 24-04-1976 |                       |
| 175 | Sébastien Rosseler | 15-07-1981 |                       |
| 176 | Gert Steegmans     | 30-08-1980 | 2e etappe             |
| 177 | Bram Tankink       | 03-12-1978 |                       |
| 178 | Matteo Tosatto     | 14-05-1974 |                       |
| 179 | Cédric Vasseur     | 18-08-1970 | 10e etappe            |

ploegleider: Patrick Lefevere

### Team Milram
| #   | renner                | geb. datum | opmerkingen             |
| --- | --------------------- | ---------- | ----------------------- |
| 181 | Erik Zabel            | 07-07-1970 |                         |
| 182 | Alessandro Cortinovis | 11-10-1977 |                         |
| 183 | Ralf Grabsch          | 07-04-1973 |                         |
| 184 | Andrij Grivko         | 07-08-1983 |                         |
| 185 | Christian Knees       | 05-03-1981 |                         |
| 186 | Brett Lancaster       | 15-11-1979 | afgestapt in 5e etappe  |
| 187 | Alberto Ongarato      | 24-07-1975 | afgestapt in 12e etappe |
| 188 | Enrico Poitschke      | 23-08-1969 |                         |
| 189 | Marcel Sieberg        | 30-04-1982 |                         |

ploegleider: Gianluigi Stanga

### Astana
| #   | renner               | geb. datum | opmerkingen                                        |
| --- | -------------------- | ---------- | -------------------------------------------------- |
| 191 | Aleksandr Vinokoerov | 16-09-1973 | 13e etappe; 15e etappe; betrapt op bloeddoping     |
| 192 | Antonio Colom        | 11-05-1978 | Afgestapt door positieve dopingtest van Vinokoerov |
| 193 | Maksim Iglinski      | 18-04-1981 | Afgestapt door positieve dopingtest van Vinokoerov |
| 194 | Sergej Ivanov        | 05-03-1975 | Afgestapt door positieve dopingtest van Vinokoerov |
| 195 | Andrej Kasjetsjkin   | 21-03-1980 | Afgestapt door positieve dopingtest van Vinokoerov |
| 196 | Andreas Klöden       | 22-06-1975 | Afgestapt door positieve dopingtest van Vinokoerov |
| 197 | Daniel Navarro       | 08-07-1983 | Afgestapt door positieve dopingtest van Vinokoerov |
| 198 | Grégory Rast         | 17-01-1980 | Afgestapt door positieve dopingtest van Vinokoerov |
| 199 | Paolo Savoldelli     | 07-05-1973 | Afgestapt door positieve dopingtest van Vinokoerov |

ploegleider: Mario Kummer

### Saunier Duval - Prodir
| #   | renner             | geb. datum | opmerkingen                   |
| --- | ------------------ | ---------- | ----------------------------- |
| 201 | David Millar       | 04-01-1977 |                               |
| 202 | Iker Camaño        | 14-03-1979 |                               |
| 203 | David Cañada       | 11-03-1975 |                               |
| 204 | Juan José Cobo     | 11-02-1981 |                               |
| 205 | David de la Fuente | 04-05-1981 |                               |
| 206 | Rubén Lobato       | 01-09-1978 | niet gestart in de 7e etappe  |
| 207 | Iban Mayo          | 19-08-1977 |                               |
| 208 | Christophe Rinero  | 29-12-1973 |                               |
| 209 | Francisco Ventoso  | 06-05-1982 | Niet gestart in de 14e etappe |

ploegleider: Mauro Gianetti

### Team Barloworld
| #   | renner               | geb. datum | opmerkingen            |
| --- | -------------------- | ---------- | ---------------------- |
| 211 | Aleksandr Jefimkin   | 02-12-1981 |                        |
| 212 | Félix Cárdenas       | 24-11-1972 |                        |
| 213 | Gianpaolo Cheula     | 23-05-1979 |                        |
| 214 | Enrico Degano        | 11-03-1976 | afgestapt in 7e etappe |
| 215 | Geraint Thomas       | 25-05-1986 |                        |
| 216 | Robert Hunter        | 22-04-1977 | 11e etappe             |
| 217 | Paolo Longo Borghini | 10-12-1980 |                        |
| 218 | Kanstantsin Siwtsow  | 09-08-1982 |                        |
| 219 | Mauricio Soler       | 14-01-1983 | 9e etappe              |

ploegleider: Claudio Corti

## Trivia

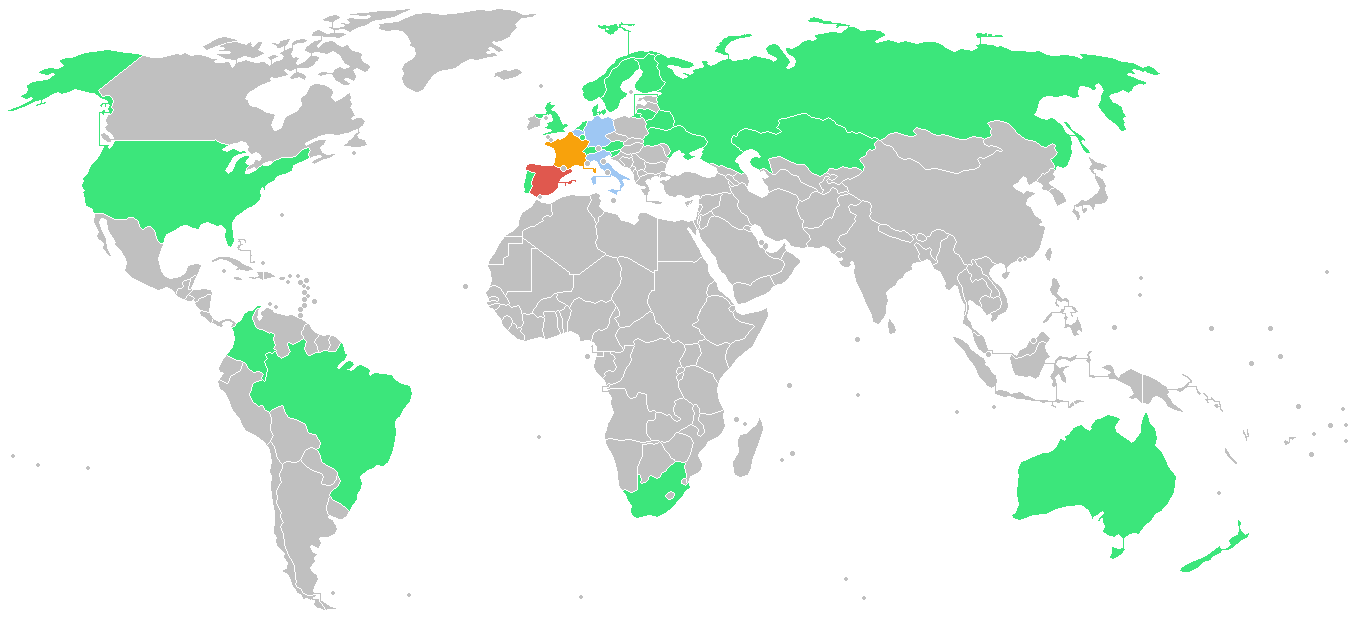
Deze kaart toont het aantal deelnemers per land:
Groen = 1-9 renners
Blauw = 10-19 renners
Oranje = 20-40 renners
Rood = >40 renners

- Van de 189 gestarte renners reden er 141 de ronde uit. Wim Vansevenant eindigde als laatste - voor de tweede keer op rij.
- Twee ploegen reden met 9 renners de ronde uit: Team Gerolsteiner en Quick·Step - Innergetic
- Van de ploegen Astana en Cofidis reed niemand de Tour uit. Beide teams stapten uit de ronde als gevolg van een dopinggeval binnen hun ploeg.
- Astana, Agritubel en Team Barloworld verschenen in de Tour met een wild-card. De andere 18 ploegen deden automatisch mee vanwege hun deelname aan de UCI ProTour.
- Spanje had de meeste deelnemers in deze Tour: 41.
- Euskaltel - Euskadi had als enige een selectie met renners uit maar één land (Spanje). De reden hiervoor was dat de ploeg erg op zijn Baskische identiteit gericht is, en er derhalve enkel Basken voor Euskaltel uit mogen komen. Hetzelfde geldt bijvoorbeeld voor de Baskische voetbalclub Athletic Bilbao.
- Geen enkele van de deelnemers won al eerder de Ronde van Frankrijk.
- Drie deelnemers wonnen al eerder een grote ronde: Paolo Savoldelli (Ronde van Italië 2002 & 2005), Denis Mensjov (Ronde van Spanje 2005) en Aleksandr Vinokoerov (Ronde van Spanje 2006)
- Drie renners wonnen al eens het puntenklassement in de Ronde van Frankrijk: Erik Zabel (van 1996 tot 2001), Robbie McEwen (2002, 2004 & 2006) en Thor Hushovd (2005).
- Twee renners hadden al eens het bergklassement gewonnen, namelijk: Christophe Rinero (1998) en Michael Rasmussen (2005 & 2006)
- Er reden meerdere nationale kampioenen mee. Op de weg zijn dat er zes: Julian Dean ( NZL), George Hincapie ( USA), Maksim Iglinski ( KAZ), Christophe Moreau ( FRA), Tadej Valjavec ( SLO) en Fabian Wegmann ( GER); en in de tijdrit eveneens zes: Fabian Cancellara ( SUI) , Stef Clement ( NED), Bert Grabsch ( GER), Vladimir Goesev ( RUS) , José Iván Gutiérrez ( ESP) en Benoît Vaugrenard ( FRA).
- Aan de start in Londen waren er 32 deelnemers die in aanmerking kwamen voor de witte trui van het jongerenklassement.
- 31 deelnemers hadden eerder in 2007 al de Ronde van Italië gereden. Daarvan reden 21 de ronde uit en stapten er 10 voortijdig af.